# Johan Birgenius
Johan Lars Birgenius (* 15. Juli 1983) ist ein schwedischer Jazzmusiker (Schlagzeug).

## Wirken
Birgenius besuchte die Kävesta Folkhögskola und absolvierte von 2004 bis 2006 die Fridhems Folkhögskola, um dann bis 2009 an der Högskolan för Scen & Musik der Universität Göteborg zu studieren.
Birgenius arbeitete seit 2009 von Göteborg aus mit Heldback, Intone, dem Naoko Sakata Trio (Dreaming Tree) und The Streamers. Auch in Mitteleuropa wirkte er seit 2013 im Quartett von Mikael Godée und Eve Beuvens, mit dem drei Veröffentlichungen entstanden. 2016 legte er unter eigenem Namen sein Album Gathering bei Imogena Records vor. Mit Andreas Backelund und Vincent Nicotina entstand der Tonträger Jazz Club No. 249. Mit dem Pianisten Fabian Kallerdahl und dem Schlagzeuger Alfred Lorinius spielt er im Trio Förnuft och Känsla, mit dem die Platten Jane Austen Texas (2020) und Målsrydskiosken (2022) entstanden.  Er ist auch mit der Bohuslän Big Band und auf Pippi-Langstrumpf-Alben und weiteren Produktionen mit Kindermusik zu hören.